# Marian Croak

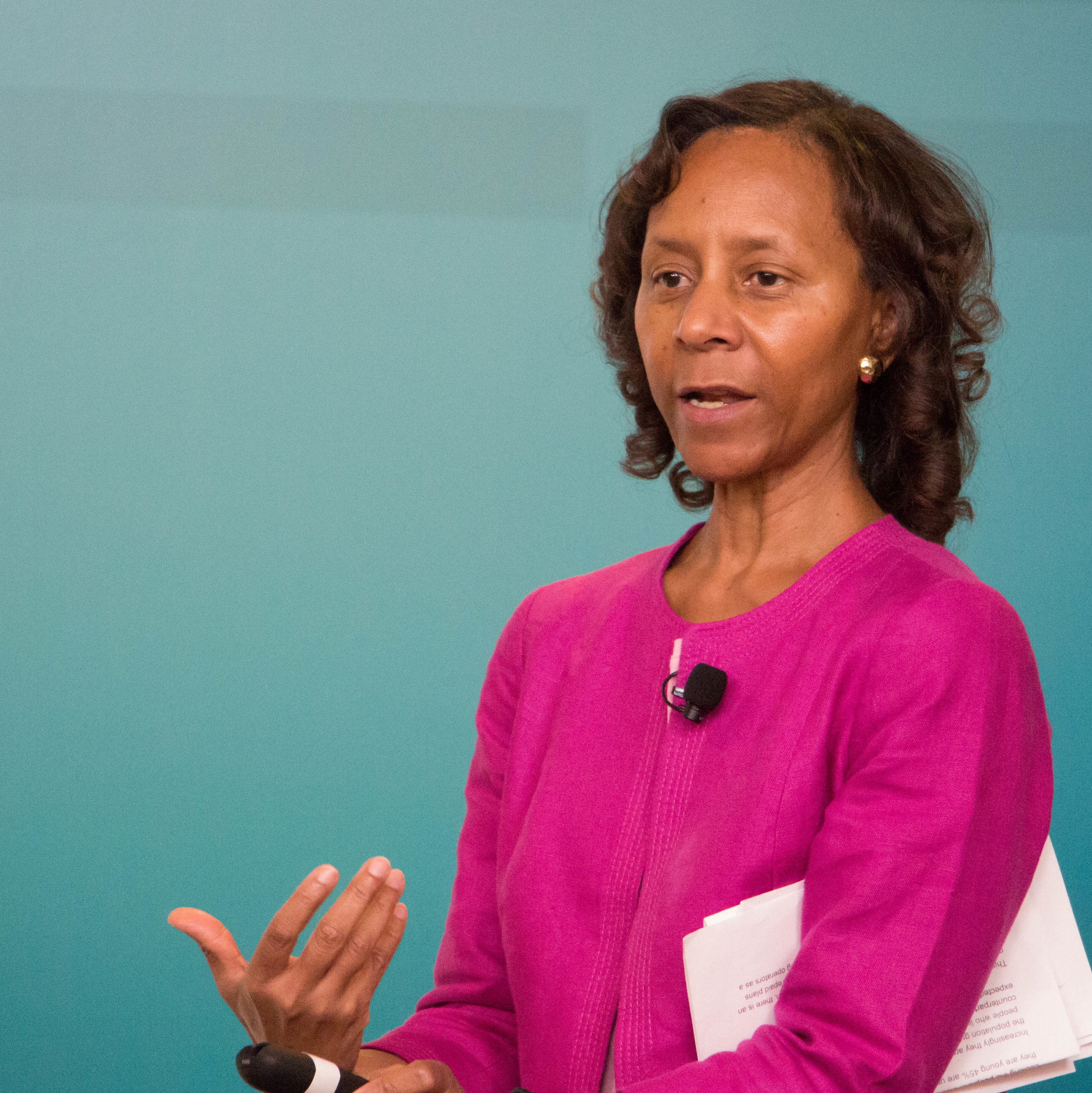
Marian Croak, 2017

Marian R. Croak (* 1955 in New York City, Pennsylvania, USA) ist eine US-amerikanische Informatikerin. Sie ist Vice President of Engineering bei Google. Zuvor war sie als Senior Vice President für Forschung und Entwicklung bei AT&T tätig, wo sie und ihr Team an der Weiterentwicklung von Voice-over-IP-Technologien und der Verbesserung der Fähigkeiten von Audio- und Videokonferenzen arbeiteten.

## Leben und Werk
Croak wuchs in New York City auf und studierte an der Princeton University, wo sie 1977 einen Bachelor-Abschluss erwarb. Sie promovierte 1982 an der University of Southern California mit den Schwerpunkten Sozialpsychologie und quantitative Analyse.
Von 1982 bis 2014 war sie bei Bell Labs (später AT&T) in verschiedenen Positionen tätig. Sie arbeitete in der Forschungsabteilung Human Factors, wo sie untersuchte, wie Technologie das Leben von Menschen positiv beeinflussen könnte. Anschließend arbeitete sie im Bereich Netzwerktechnik. Sie war dort Senior Vice President, Domain 2. 0n Architecture and Advanced Services Development, Senior Vice President of Applications and Services Infrastructure und Vice President of the Services Network in Research and Development.
Anstatt eine herkömmliche Telefonleitung für die Sprachkommunikation zusammen mit einer digitalen Methode für Internetdaten zu verwenden, arbeiteten sie und ihr Team daran, dass beides digital mit dem Internet erfolgen könnte. Folglich konzentrierten sie sich darauf, einen zuverlässigen und qualitativ hochwertigen Sprachverkehr zu ermöglichen. Ihre Arbeit am Voice over Internet Protocol (VoIP) konzentriert sich auf die Umwandlung von Sprachdaten in digitale Signale, die über das Internet und nicht über Telefonleitungen übertragen werden können und hat die Fähigkeit von Audio- und Videokonferenzen verbessert. Heutzutage ist der weit verbreitete Einsatz von VoIP-Technologie für Remote-Arbeit und Konferenzen sowie für die persönliche Kommunikation von entscheidender Bedeutung.
Sie besitzt über 200 Patente in mehreren Bereichen, aber die Mehrheit liegt im VOIP-Bereich, wo sie etwa 100 Patente erhalten hat. 2005 meldete sie das Patent für SMS-basierte Spenden für wohltätige Zwecke an. Bevor Croak und ihr Team zu Google kamen, entwickelten sie ein SMS-basiertes Spenden-System für wohltätige Spenden, welches nach dem Hurrikan Katrina 130.000 US-Dollar und 2010 nach dem Erdbeben in Haiti 43 Millionen US-Dollar gesammelt hat.
2014 verließ sie AT&T, um zu Google zu wechseln, wo sie als Vice President for Engineering tätig ist. Sie leitete die Service-Expansion von Google in Schwellenländer, einschließlich der Leitung des Teams, das die erste Kommunikationstechnologie für Project Loon entwickelte, das Ballons verwendet, um die Abdeckung zu erweitern. Sie leitete den Einsatz von WiFi im gesamten indischen Eisenbahnsystem. Seit 2017 verantwortet sie das Reliability Engineering für viele Google-Dienste.
Sie ist im Vorstand des Center for Holocausts, Human Rights & Genocide Education und ist Mitglied des Unternehmensbeirats der University of Southern California.
Sie ist Mutter von zwei Söhnen und einer Tochter.

## Anerkennungen
- 2013: Edison Patent Award , R&D Council of New Jersey
- 2013: Aufnahme in die Women in Technology Hall of Fame[4]
- 2014: Edison Best New Product Award, Gold
- 2014: Ehrung bei der 28. jährlichen Black Engineer of the Year Awards (BEYA) Science Technology Engineering and Mathematics (STEM) Conference in Washington, D.C.
- 2014: Aufnahme in die Liste der einflussreichsten Frauen im Wireless, FierceWireless
- 2021: Aufnahme in die National Inventors Hall of Fame (NIHF)[3]
- 2022: Wahl in die National Academy of Engineering
- 2022: Wahl in die American Academy of Arts and Sciences